# キャンパスライフ〜生まれて来てよかった〜
| 専門評論家によるレビュー | 専門評論家によるレビュー |
| レビュー・スコア         | レビュー・スコア         |
| 出典                     | 評価                     |
| ------------------------ | ------------------------ |
| hotexpress（山本純）     | 肯定的                   |

「キャンパスライフ〜生まれて来てよかった〜」（キャンパスライフ〜うまれてきてよかった〜）は、℃-uteのメジャー12枚目（通算16枚目）のシングル。2010年4月28日にzetimaから発売された。

## 概要
- 初回生産限定盤A、BはCD+DVDで、通常盤はCDのみである。また、初回生産限定盤A、初回生産限定版B、通常盤（初回仕様）ともイベント抽選シリアルナンバーカードが封入されている。
- センター、メインボーカル共に鈴木愛理、矢島舞美。[要出典]

## 収録曲
全作詞・作曲：つんく
1. キャンパスライフ〜生まれて来てよかった〜
編曲：板垣祐介
2. 立ち上がれ 乙女達
編曲：湯浅公一
3. キャンパスライフ〜生まれて来てよかった〜 (Instrumental)

初回生産限定盤A付属DVD
1. キャンパスライフ〜生まれて来てよかった〜 (Dance Shot Ver.)

初回生産限定盤B付属DVD
1. キャンパスライフ〜生まれて来てよかった〜 (Close-up Ver.)

## 参加ミュージシャン
キャンパスライフ〜生まれて来てよかった〜
- プログラミング&ギター&ベース：板垣祐介
- クラップ：つんく
- コーラス：CHINO

立ち上がれ 乙女達
- プログラミング：湯浅公一
- コーラス：CHINO・つんく